# Нодзава, Нати
Нати Нодзава (яп. 野沢那智 Нодзава Нати) (13 января 1938 года, префектура Токио, Япония — 30 октября 2010 года, Токио) — японский сэйю.

## Биография
Учась в средней школе, Нодзава почти каждый день ходил в театр рядом со своим домом. Однако привлекала его не игра актёров, а декорации на сцене, поэтому своей карьерой он решил избрать сценографию. Окончив университет, он присоединился к профессиональной актёрской труппе и начал помогать с декорациями. Местный сценограф не оценил усилий Нати и посоветовал ему бросить эту работу. Тем не менее Нати не хотел бросать театр и в этот раз решил попробовать себя в роли режиссёра. Он поступил стажёром к Дзюнъити Такаги, но тот сказал: «Хочешь быть режиссёром? Для начала актёром поработай». И Нати оказался на сцене.
В то время кинотеатры показывали зарубежные фильмы с субтитрами. В телевещании этот подход заслужил крайне дурную репутацию, так как экраны были маленькие и читать субтитры было сложно. Это привело к зарождению в Японии дубляжа. Однако актёры с презрением относились к подобной работе, считая, что ради неё актёр должен отбросить свою оригинальность. Поэтому эта деятельность могла быть только подработкой, хотя дубляж предоставлял более удобный график работы и с точки зрения Нати был ближе к карьере театрального актёра. В конце концов Нати бросил свою прежнюю работу и попытался создать собственную актёрскую труппу. Труппа состояла из малоопытных актёров и при этом пыталась браться за сложные постановки. В итоге никто не шёл на эти постановки, и труппа не принесла ничего, кроме долгов. Чтобы погасить долг, Нати занялся дубляжем. Через полтора года он смог вернуть половину своих долгов и задумался о завершении карьеры актёра, однако он получил роль в сериале The Man from U.N.C.L.E., который внезапно оказался хитом, после чего о завершении карьеры уже не могло быть и речи.
В то время актёр, занимающийся лишь озвучанием, считался работающим спустя рукава. Однако примерно через месяц работ над The Man from U.N.C.L.E. студия оказалась окружена толпой фанаток, а Нати раздавал автографы и пожимал руки поклонникам. Фанатов даже допустили внутрь студии, что по современным меркам абсолютно неприемлемо. Всё это стало стимулом для Нодзавы взяться за свою работу всерьёз. Нати брался за дубляж таких актёров, как Ален Делон и Роберт Редфорд, и в общей сложности озвучил более пяти тысяч фильмов. Дубляж западного кинематографа стал для него способом донести до зрителя иностранную культуру. В то время Нати услышал изречение известного кинокритика Нагахару Ёдогавы «страна без поклонников кино — страна без культуры». И это стало для него лишним подтверждением того, насколько важен дубляж. То же самое верно и для аниме. В студии звукозаписи от силы десять человек, а над аниме в целом работают сотни. Тем не менее, в отличие от фильма с живыми актёрами, изображение в аниме по большей части статично и само по себе не может произвести должного эффекта. И плохая игра актёра погубит усилия всех остальных работников. А потому аниме для Нати наиболее сложная работа.

## Позиции в Гран-при журнала Animage
- 1979 год — 13-е место в Гран-при журнала Animage, в номинации на лучшую мужскую роль[4];
- 1980 год — 14-е место в Гран-при журнала Animage, в номинации на лучшую мужскую роль[5];
- 1981 год — 12-е место в Гран-при журнала Animage, в номинации на лучшую мужскую роль[6];
- 1982 год — 17-е место в Гран-при журнала Animage, в номинации на лучшую мужскую роль[7];
- 1983 год — 8-е место в Гран-при журнала Animage, в номинации на лучшую мужскую роль[8];
- 1984 год — 16-е место в Гран-при журнала Animage, в номинации на лучшую мужскую роль[9];
- 1985 год — 20-е место в Гран-при журнала Animage, в номинации на лучшую мужскую роль[10]

## Роли в аниме
- 1967 год — Gokuu no Daibouken (Сандзо);
- 1969 год — Kaitei Shounen Marine (Гарарин);
- 1969 год — Dororo (Хяккимару);
- 1970 год — Клеопатра, королева секса (Октавиан);
- 1979 год — Kaitei Choutokkyuu Marine Express (Чёрный Джек);
- 1979 год — Роза Версаля (ТВ) (Аксель фон Ферзен (эп. 11-40));
- 1981 год — Доктор Сламп (ТВ-1) (Доктор Масирито (первый голос));
- 1981 год — Bremen 4: Jigoku no Naka no Tenshi-tachi (Чёрный Джек);
- 1982 год — Королева Тысячелетия — Фильм (Доктор Фара);
- 1982 год — Истории Андромеды (Милан);
- 1982 год — Космические приключения Кобры (ТВ-1) (Кобра);
- 1984 год — Wata no Kuni Hoshi (Рафаэль);
- 1984 год — Стеклянная маска (ТВ-1) (Масуми Хаями (эп. 1-18));
- 1984 год — Человек-линза — Фильм (Уорзель);
- 1986 год — Manga Naruhodo Monogatari (Голос за кадром);
- 1986 год — Город любви (Райден);
- 1986 год — Tobira o Akete (Раддин);
- 1987 год — Драгонболл: Фильм второй (Люцифер);
- 1987 год — Повесть о Гэндзи (Император Кирицубо);
- 1988 год — Бей эйс! OVA-1 (Мунаката);
- 1989 год — Kasei Yakyoku (Така (Такао Ито));
- 1989 год — Бей эйс! OVA-2 (Джин Мунаката);
- 1993 год — Люпен III: Опасный вояж (спецвыпуск 05) (Джон Клоз);
- 1994 год — Мобильный воин Джи-ГАНДАМ (Сай Пай Лун);
- 1996 год — Люпен III: Живым или мёртвым (фильм шестой) (Крайсис);
- 1996 год — Apo Apo World: Giant Baba 90-bun 1-hon Shoubu (Довальски);
- 1996 год — Люпен III: Тайна алмазов-близнецов (спецвыпуск 08) (Садатиё);
- 1997 год — Hermes: Ai wa Kaze no Gotoku (Хезис);
- 1997 год — Принцесса-вампир Мию (ТВ) (Хироси Сонэ (эп. 20));
- 1997 год — Sakura Taisen OVA (Кадзума Сингудзи (отец Сакуры));
- 1997 год ― Черепашки-ниндзя (Рафаэль на Японском дубляж (эп. 1-5));
- 1998 год — Легенда о героях Галактики OVA-2 (Герман фон Люнебург);
- 1999 год — Александр (ТВ) (Аристотель);
- 1999 год — Sakura Taisen 2 (Кадзума Сингудзи (отец Сакуры));
- 2000 год — Sakura Taisen TV (Кадзума Сингудзи (отец Сакуры));
- 2000 год — Александр — Фильм (Аристотель);
- 2001 год — Служащий Кинтаро (Юсаку Курокава);
- 2001 год — Хеллсинг: Война с нечистью (Отец Андерсон);
- 2002 год — Люпен III: Возвращение волшебника (Пикал);
- 2002 год — Данте, властелин демонов (Сатана);
- 2002 год — Asobotto Senki Goku (Профессор Ди);
- 2002 год — История юного Ханады (Токудзиро Ханада);
- 2002 год — Макросс Зеро (Профессор Хасфорд);
- 2002 год — Бесконечная одиссея капитана Харлока (Доктор Зеро);
- 2004 год — Рагнарек - Анимация (Зефрил);
- 2005 год — Десять храбрых воинов Санады (ТВ) (Ивами-но-ками Нагаясу Окубо);
- 2005 год — Наруто (фильм второй) (Кахико);
- 2005 год — Черный Джек (фильм второй) (Хивамару);
- 2007 год — Клеймор (Лимт);
- 2007 год — Демон против демонов (Сид);
- 2008 год — Космические приключения Кобры OVA-1 (Кобра);
- 2009 год — Souten Kouro (Цао Тэн (дед Цао Цао));
- 2009 год — Космические приключения Кобры OVA-2 (Кобра)